# Republicano South Park
"Republicano South Park" (South Park Republican) es un término popular que circuló primero en weblogs y artículos en Internet alrededor de los años 2001 y 2002, utilizado para describir lo que algunos autores modernos señalan como una "nueva ola" o generación de adultos jóvenes y adolescentes que tienen creencias políticas de centro-derecha, en general, alineada con aquellas retratadas en la popular serie animada de televisión americana South Park. 
La frase fue acuñada por el comentarista Andrew Sullivan en 2001. Sullivan se identificó como un Republicano South Park después de oír que los creadores del programa se habían "marginado" a sí mismos como Republicanos en una ceremonia de premiación. El cocreador Trey Parker es 
de hecho un miembro registrado del Partido Libertario. Mientras su compañero Matt Stone resume sus puntos de vista con el comentario "Odio a los conservadores, pero realmente odio a los liberales [progresistas]."
En agosto de 2006 Parker, Stone y Sullivan encabezaron una conferencia en Ámsterdam, organizada por la revista mensual libertaria Reason. Durante una entrevista en el escenario con los editores de Reason Nick Gillespie y Jesse Walker, Stone y Parker reafirmaron su malestar con las etiquetas, mientras que reconocieron que su punto de vista político podría ser descrito con mayor precisión como libertario y rechazaron la 
dirección del Partido Republicano que describieron como "Más gobierno y más Jesús". John Tierney documentó la declaración en las páginas del New York Times, unos pocos días más tarde en una columna llamada "South Park Refugees" (Refugiados South Park). "South Park Libertarians" (Libertarios South Park), una versión editada de la entrevista, apareció en la edición de diciembre de 2006 de Reason.
En julio de 2025, la administración del presidente Trump atacó a los creadores de South Park después de que un episodio de South Park generado por inteligencia artificial mostrara a Donald Trump arrastrándose desnudo por el desierto.